# Oxyothespis longipennis
Oxyothespis longipennis är en bönsyrseart som beskrevs av Lucien Chopard 1941. Oxyothespis longipennis ingår i släktet Oxyothespis och familjen Mantidae. Inga underarter finns listade i Catalogue of Life.